# Whoracle
Albums de In Flames
The Jester Race Colony
Whoracle est le troisième album du groupe suédois de death metal mélodique In Flames sorti en 1997. Le titre de l'album est un mot-valise des mots anglais "Whore" et "Oracle". Il s'agit du dernier album comptant Johan Larsson et Glenn Ljungström parmi les musiciens.
Le titre Everything Counts est une reprise du groupe Depeche Mode.

## Musiciens
- Anders Fridén - Chant, Percussions
- Jesper Strömblad - Guitare solo, claviers
- Glenn Ljungstrom - Guitare rythmique
- Johan Larsson - Basse
- Björn Gelotte - Batterie, Guitare solo

## Titres
| No  | Titre                                  | Durée |
| --- | -------------------------------------- | ----- |
| 1.  | Jotun                                  | 3:53  |
| 2.  | Food for the Gods                      | 4:21  |
| 3.  | Gyroscope                              | 3:26  |
| 4.  | Dialogue with the Stars                | 3:00  |
| 5.  | The Hive                               | 4:03  |
| 6.  | Jester Script Transfigured             | 5:46  |
| 7.  | Morphing Into Primal                   | 3:05  |
| 8.  | Worlds Within the Margin               | 5:06  |
| 9.  | Episode 666                            | 3:45  |
| 10. | Everything Counts (Depeche Mode cover) | 3:17  |
| 11. | Whoracle                               | 2:44  |

| 12. | Clad in Shadows '99 | 2:25 |

| 12. | Goliaths Disarm Their Davids |  |
| 13. | Acoustic Medley              |  |
| 14. | Behind Space - Live          |  |

| 12. | Re-cycles (Acoustic Medley sous un autre nom) |  |